# Amici miei

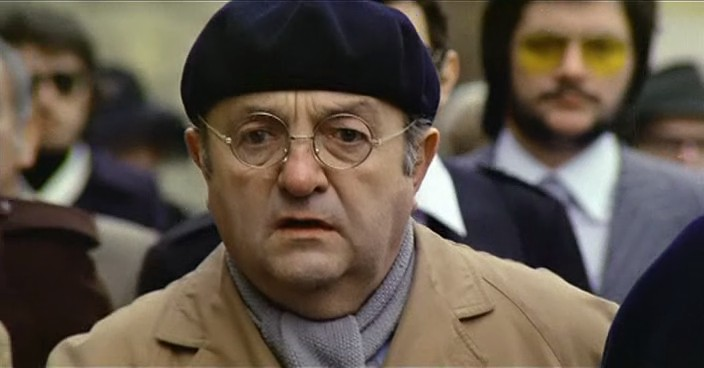
Bernard Blier in Amici miei

Amici miei is een Italiaanse film van Mario Monicelli die werd uitgebracht in 1975.
In het Italiaanse filmseizoen 1975-1976 was deze komedie de meest succesrijke film aan de kassa.

## Samenvatting
Firenze. Vier vrienden van middelbare leeftijd zijn vastbesloten om nooit volwassen noch ernstig te worden. Perozzi is een welgestelde journalist die alleen maar last heeft van het misprijzen van vrouw en kind. Mascetti is een verarmde edelman die de middelen niet heeft om zijn familie te onderhouden maar die wel geld veil heeft voor zijn pleziertjes én voor zijn jongere minnares. Melandri is een stadsarchitect die belast is met de monumentenzorg en die vooral hoopt de ideale vrouw te ontmoeten. Necchi ten slotte is de uitbater van een café met biljartzaal waar de vrienden elkaar regelmatig treffen en hun fratsen en kwajongensstreken bedenken.
Na een uit de hand gelopen practical joke komen ze voor verzorging terecht in de kliniek van de beroemde chirurg Sassaroli. Deze treedt toe tot hun gezelschap. Melandri wordt verliefd op Sassaroli's vrouw. Ook wanneer Perozzi onder het oog van zijn vrienden geveld wordt door een infarct en overlijdt blijven ze allen hun angst voor de dood en het ouder worden bezweren met schelmenstreken.

## Rolverdeling
| Acteur             | Personage                  |
| ------------------ | -------------------------- |
| Ugo Tognazzi       | Raffaello 'Lello' Mascetti |
| Gastone Moschin    | Rambaldo Melandri          |
| Philippe Noiret    | Giorgio Perozzi            |
| Duilio Del Prete   | Guido Necchi               |
| Adolfo Celi        | professor Alfeo Sassaroli  |
| Bernard Blier      | Niccolò Righi              |
| Angela Goodwin     | Nora Perozzi               |
| Olga Karlatos      | Donatella Sassaroli        |
| Maurizio Scattorin | de zoon van Perozzi        |
| Silvia Dionisio    | Titti                      |
| Franca Tamantini   | Carmen Necchi              |
| Milena Vukotic     | Alice Mascetti             |